# Claude Papi
Claude Papi (Porto-Vecchio, 16 de abril de 1949 – Bastia, 28 de janeiro de 1983) foi um futebolista francês. Ele competiu na Copa do Mundo FIFA de 1978, sediada na Argentina, na qual a seleção de seu país terminou na 12º colocação dentre os 16 participantes. Atuou em apenas 3 jogos por Les Bleus, entre 1973 e 1978.
Por clubes, jogou apenas pelo Bastia, onde iniciou a carreira em 1967. Sua maior decepção foi ter perdido a final da Copa da França de 1981-82, quando uma lesão obrigou o meio-campista a deixar os gramados em seguida. No geral, Papi encerrou a carreira como um dos recordistas de jogos disputados pelo Bastia: 479 (410 no Campeonato Francês).
Morreu em 28 de janeiro de 1983, vitimado por uma ruptura de aneurisma.